# Валлин, Юхан Улоф
Юхан Улоф Валлин (швед. Johan Olof Wallin; 15 октября 1779, Стура-Туна (ныне часть Бурленге), Коппарберг, Швеция — 30 июня 1839), Уппсала) — шведский поэт и переводчик. Член Шведской академии (с 1827).
Архиепископ Швеции (1837—1839).

## Биография
Родился в бедной многодетной семье, посещал школу в Фалуне. Не имея достаточно средств, только благодаря своим талантам в 1799 поступил в Уппсальский университет. Четыре года спустя стал магистром искусств.
В 1827 избирался в Шведскую королевскую академию наук.
В 1831 году Андерс Фрюкселль и Юхан Улоф Валлин основали Валлинскую школу для девочек.
В 1837 был рукоположен архиепископом Уппсалы, главой протестантской церкви Швеции. Умер в Уппсале в 1839, будучи архиепископом, похоронен в Стокгольме.

## Творчество
Валлин считается одним из основоположников романтизма в литературе Скандинавских стран.
Дебютировал со своими стихами на страницах «Upsala tidningar» в 1802. В последующие годы написал и перевел на шведский язык несколько других поэтических произведений и получил несколько наград от Шведской академии за свою работу. Среди его удостоенных наград произведений были переводы из Горация и Вергилия, а его песня про Густава III была удостоена премии в 200 дукатов.
Обладал замечательным красноречием и сумел придать своим светлым и богатым мыслям изящество формы и выражения. Поэт Э. Тегнер называл его «Давидовой арфой Севера».
Поэтическая слава Юхана Улофа Валлина покоится главным образом на его духовных песнях, из которых многие отличаются большой красотой.
Благодаря ему, Швеция имеет лучший сборник духовных песен, какой только существует. Вместе с переработками и переводами Валлин написал больше 300 песен. Последнее его произведение в этом роде было «Dödens engel».
Кроме того, он автор дидактические и патриотических стихов о русско-шведской войне (1808—1809).
Его светские стихотворения, большей частью идиллического или юмористического содержания, проникнуты теплым чувством; особенного внимания заслуживает вдохновенная песнь «Георг Вашингтон».
Полное собрание его стихотворений вышло в 2 томах под названием «Samlade witterhetsarbeten» (Стокгольм, 1878).
Переведенные им многие из псалмов включены в официальную версию шведского Псалтиря.